# Nicolás Tripichio
Nicolás Tripichio est un footballeur argentin né le 5 janvier 1996 à Buenos Aires. Il évolue au poste d'arrière droit à San Lorenzo.

## Biographie

### En équipe nationale
Avec la sélection argentine, il remporte le championnat de la CONMEBOL de football des moins de 17 ans en 2013 puis le championnat des moins de 20 ans de la CONMEBOL en 2015.
Il joue également la Coupe du monde des moins de 17 ans 2013 organisée aux Émirats arabes unis et la Coupe du monde des moins de 20 ans 2015 qui se déroule en Nouvelle-Zélande.

## Carrière
- 2015-201. : Vélez Sarsfield ( Argentine)[2]

## Palmarès
- Vainqueur du Championnat de la CONMEBOL de football des moins de 17 ans en 2013
- Vainqueur du Championnat des moins de 20 ans de la CONMEBOL en 2015